# Jan Peter Schmittmann
Jan Peter Schmittmann (Maartensdijk, 12 april 1956 – Laren, 5 april 2014) was een Nederlands bankier en organisatieadviseur.

## Opleiding en werk
Na zijn studie economie aan de Universiteit van Amsterdam werkte hij tussen 1983 en 2009 bij ABN Amro en haar directe rechtsvoorgangers. Hij begon als relatiebeheerder. Hij werd uitgezonden naar Mumbai en Singapore, waarna hij in 1998 toegang kreeg tot hogere managementfuncties in Nederland. In 2003 werd hij bestuursvoorzitter van de divisie Nederland. Hij was dat ook ten tijde van de overname van ABN Amro door Royal Bank of Scotland, Santander en Fortis. Na de overname door Fortis van de divisie Nederland bleef hij in functie.

## Ontslag en bonus
Schmittmann werd ontslagen toen Fortis-ABN Amro eind 2008 moest worden genationaliseerd. Zijn vertrek ging niet geruisloos. Volgens de op dat moment geldende regels had Schmittmann recht op een vertrekpremie van 18 miljoen euro. ABN Amro wilde echter niet verder gaan dan 2,4 miljoen euro, hetzelfde bedrag als zijn jaarsalaris van het jaar daarvoor. Hierop spande Schmittmann een rechtszaak aan tegen de bank. De rechter stelde hem in het gelijk, daarbij onder meer overwegende dat hij al 26 jaar bij de bank werkte. Schmittmann kreeg uiteindelijk 8 miljoen euro, de hoogste vertrekpremie ooit.  De toenmalige minister van Financiën Wouter Bos noemde dat bedrag "exorbitant". Schmittmann reageerde door Bos' reactie "onverkwikkelijk" te noemen.
In 2011 zorgde Schmittmans ondervraging in de Parlementaire enquête naar het Financieel Stelsel voor enige ophef. Het Kamerlid Dion Graus was van mening dat hij niet vrijuit vragen mocht stellen over de bonuscultuur bij banken. Hij verliet de enquêtecommissie naar aanleiding van een misverstand bij een vraag die hij aan Jan Peter Schmittmann had gesteld.

## Verdere werkzaamheden
Schmittmann stond sinds zijn vertrek bij ABN Amro aan de leiding van het organisatieadviesbureau 5 Park Lane. Daarnaast was hij lid van diverse raden van commissarissen, onder meer van Delta Lloyd Bank en ABN AMRO Verzekeringen (onderdelen van de Delta Lloyd Groep). Ook bekleedde hij meerdere bestuursfuncties, zoals lid van de Raad van Toezicht van het Nederlands Filmfonds,  bestuursvoorzitter van de Richard Krajicek Foundation en toezichthouder bij de psychiatrische instelling Mentrum.  Hij was oud-lid van en bestuurder bij de MHC Laren en lid van de VVD. Onder de naam Groot Helpt Klein bepleitte hij in 2013 het herstel van de fatsoensnorm om elkaar stipt op tijd te betalen. Multinationale ondernemingen zouden hun geld moeten gebruiken om hun leveranciers in het midden- en kleinbedrijf sneller te betalen. Ze kunnen dan korting vragen op geleverde diensten. De vorderingen van de mkb'er nemen af, zijn kredietwaardigheid neemt toe en hij heeft meer kans op financiering bij de banken. "In alle relaties nemen de kredietrisico’s af", aldus Schmittmann.

## Personalia
Schmittmann was getrouwd en had twee dochters. Op 5 april 2014 werden hij, zijn vrouw en zijn jongste dochter dood aangetroffen in hun huis te Laren. De politie maakte op 7 april, na uitgevoerd forensisch onderzoek waarbij ook een afscheidsbrief was gevonden, bekend dat Schmittmann zelf een einde aan zijn leven had gemaakt nadat hij zijn vrouw en dochter had gedood. De andere dochter was niet thuis. Schmittmann werd 57 jaar.
Een van de redenen van het gebeuren was waarschijnlijk dat Schmittmann acht miljoen euro (de totale som geld die hij van ABN AMRO had gekregen) had geïnvesteerd in de scheepswerf Peters, die in de week na de dood van Schmittmann failliet ging.
- International Standard Name Identifier: 0000 0003 8967 2876
- Nederlandse Thesaurus van Auteursnamen: 068831781
- Virtual International Authority File: 283092379
- WorldCat: E39PBJr83dYMTfHxjBDHtkRHYP